# Francesco Saverio Borrelli
Francesco Saverio Borrelli (Nápoly, 1930.  április 12. – Milánó, 2019. július 20.) olasz jogász, ügyész, a Tiszta Kezek milánói ügyészcsapat vezetője.

## Életpályája
Jogi diplomáját Firenzében szerezte. 1955 júliusában ügyészként lépett be az igazságszolgáltatásba. 1983 decemberében a milánói bíróságon helyettes ügyész lett, 1988 májusában pedig ugyanazon hivatal vezetője. 1999 márciusától a 2002. áprilisi nyugdíjazásáig a milánói fellebbviteli bíróság ügyésze volt.
A politikai korrupció elleni vizsgálatsorozattal vált ismertté, ezáltal több olasz történelmi párt bukását okozta, előidézve az első olasz köztársaság válságát, ami miatt 1994-ben Bettino Craxi volt olasz kormányfő Tunéziába menekült, ahol 2000-ben elhunyt.
A Tiszta Kezek munkájának megítélése ma Olaszországban nem egyértelmű. Vannak akik pozitívan vélekednek róla, és vannak akik „államcsínyről” beszélnek.

## Munkái
- Corruzione e giustizia. Mani pulite (1992–1998) nelle parole del procuratore Francesco Saverio Borrelli, a cura di Corrado De Cesare, Kaos, Milánó, 1999 ISBN 88-7953-082-8.
- Antonio Tabucchi e un dialogo con Francesco Saverio Borrelli, Gruppo Editoriale L'Espresso, Róma, 2016

## Kitüntetései
- Az Olasz Köztársaság Érdemrendjének lovagkeresztje. 2012. február 29.

## Fordítás
- Ez a szócikk részben vagy egészben  a   Francesco Saverio Borrelli című francia Wikipédia-szócikk fordításán alapul.  Az eredeti cikk szerkesztőit annak laptörténete sorolja fel. Ez a jelzés csupán a megfogalmazás eredetét és a szerzői jogokat jelzi, nem szolgál a cikkben szereplő információk forrásmegjelöléseként.
- Ez a szócikk részben vagy egészben  a   Francesco Saverio Borrelli című olasz Wikipédia-szócikk fordításán alapul.  Az eredeti cikk szerkesztőit annak laptörténete sorolja fel. Ez a jelzés csupán a megfogalmazás eredetét és a szerzői jogokat jelzi, nem szolgál a cikkben szereplő információk forrásmegjelöléseként.